# Amphipleuraceae
Famille
Les Amphipleuraceae sont une famille d'algues de l'embranchement des Bacillariophyta (Diatomées), de la classe des Bacillariophyceae et de l’ordre des Naviculales.

## Étymologie
Le nom de la famille vient du genre type Amphipleura, dérivé du grec αμφω / ampho, « tous les deux », et πλευρ / pleur, « côté ; cavité », peut-être en référence aux cavités que montre la diatomée à ses deux extrémités.

## Liste des genres
Selon AlgaeBase (12 mai 2022) :
- Amphipleura Kützing, 1844 - genre type
- Amphiprora Ehrenberg, 1843
- Aulacocystis Hassall, 1845
- Cistula Cleve, 1894
- Eileencoxia S.Blanco & C.E.Wetzel, 2016
- Frickea Heiden, 1906
- Frustulia C.Agardh, 1821
- Frustulia Rabenhorst, 1853
- Pseudofrustulia Y.Sawai & T.Nagumo, 2016
- Rhabdium C.F.W.Wallroth, 1833
- Vanheurckia Brébisson, 1868

## Systématique
La famille des Amphipleuraceae est attribuée, en 1862, au botaniste et phycologue germano-autrichien Albert Grunow (d) (1826-1914).